# Brandon Crane
Brandon Crane (* 26. Februar 1976 in Oceanside, Kalifornien) ist ein US-amerikanischer Schauspieler.

## Leben
Schon mit vier Jahren stand er für Fernsehspots vor der Kamera. Ab 1983 arbeitete er fürs Fernsehen. Nach seiner Highschoolzeit begann Crane Gesangsunterricht zu nehmen und verfolgte seitdem eine Karriere im Musical-Theater.
Brandon Crane heiratete im Jahr 2005 seine langjährige Freundin Ami Davis. Mit ihr zusammen hat er eine Tochter.

## Filmografie (Auswahl)

### Filme
- 1983: It’s an adventure, Charlie Brown
- 1988: A Place at the Table
- 1990: Stephen Kings Es
- 1991: Die Mütter-Mannschaft
- 2019: Es Kapitel 2

### Fernsehserien
- 1985: Otherworld (2 Folgen)
- 1987: Magnum (1 Folge)
- 1989: Full House (1 Folge)
- 1990: Generations (1 Folge)
- 1991: Eine starke Familie (1 Folge)